# Bernard Durkan

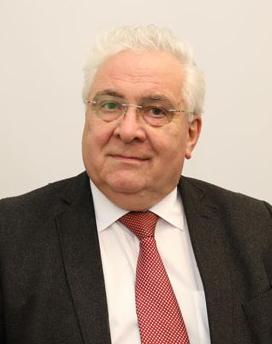
Bernard Durkan

Bernard  J. Durkan (* 26. März 1945 in Killasser, County Mayo) ist ein irischer Politiker und von 1982 bis 2024 Abgeordneter im Unterhaus des irischen Parlaments.
Durkan wurde erstmals 1981 für Fine Gael in den 22. Dáil Éireann gewählt. Bei den Wahlen im Februar 1982 konnte er seinen Sitz nicht verteidigen. Stattdessen wurde Durkan in den 16. Seanad Éireann gewählt. Als im selben Jahr erneut Wahlen für den Dáil Éireann nötig waren, kandidierte Durkan erneut für seine Partei. Diesmal gelang es ihm, ein Mandat zu erringen und es auch bei den folgenden Wahlen zu behalten. Während seiner Zeit als Teachta Dála hatte Durkan vom 20. Dezember 1994 bis zum 26. Juni 1997 das Amt des Staatsministers für Sozialhilfe (Minister of State at the Department of Social Welfare) inne.
Bei den Wahlen zum Dáil Éireann 2024 verlor er seinen Sitz im Dáil Éireann.